# IPhone 5s
iPhone 5s er en smartphone udviklet af Apple Inc. og er den syvende generation af iPhone. Apple præsenterede den 10. september 2013 i Cupertino ved Apple Campus.
iPhone 5s er den første smartphone i verden som benytter 64-bit ARMv8-A-processor, og processoren er indlejret i Apples A7-mikrochip. Desuden har den en Apple M7 co-processor, som en backup til gyroskop, kompas og sensorer. Samtidig er der en helt ny teknisk feature i forhold til tidligere års modeller i form af en fingeraftryksscanner, der indtil videre er begrænset til at låse telefonen op, og købe apps på Itunes/App Store. Denne fingeraftrykslæser har fået navnet Touch ID, og sidder placeret i Home-knappen. iPhone 5s er en af verdens første mobile enheder med fingeraftrykssensor.
iPhone 5s kan fås i ni forskellige varianter i form af kombinationer af farver og hukommelsesstørrelser:
- Farver: Sølv/hvid, guld/hvid og sort/grå (Space-Grey).
- Hukommelse: 16 GB, 32 GB og 64 GB